# Patricia Landaverde González
Patricia Landaverde González (Ciudad de Guatemala) es una bióloga, investigadora y editora científica guatemalteca, doctora en Ciencias Naturales. Los principales campos de investigación de Landaverde se centran en la comprensión de la biodiversidad y la evolución a través de:
- Genética (genética de poblaciones, ecología molecular, genética del paisaje, filogenética y evolución)
- Ecología de poblaciones y comunidades (biodiversidad, redes de interacciones, ecología de polinización)
- Conservación (genética y biología de la conservación y servicios ecosistémicos).[1]

El área geográfica principal de su investigación es el neotrópico, más específicamente la variada cultural y geológica Mesoamérica, que se considera un hotspot para la biodiversidad también se interesa por el estudio de la dinámica de las poblaciones de polinizadores, insectos y parásitos en otras regiones del mundo. Es miembro titular de la Organización de Mujeres en la Ciencia para el Mundo en Desarrollo OWSD en el capítulo de Guatemala.

## Trayectoria
Cursó la licenciatura en biología en Facultad de Ciencias Químicas y Farmacia en la Universidad de San Carlos de Guatemala trabajando en la “Comparación de poblaciones silvestres y domésticas de Triatoma dimidiata (Latreille, 1811) de México y Centroamérica por medio de la técnica de amplificación aleatoria del ADN polimórfico (RAPD-PCR)”.
En 2007 obtuvo una beca para realizar su maestría en sístematica en la Universidad Nacional Autónoma de México –UNAM- a través de La Dirección General de Estudios de Posgrado –DGEP- de la UNAM, realizando la tesis “Sistemática de Triatoma dimidiata (Hemiptera: Reduviidae) en Mesoamérica por medio de ITS2 (rDNA) y ND4 (mtDNA)”.
En el 2011 obtuvo una beca para realizar su doctorado en ciencias naturales en la Universidad Martín Lutero en Halle-Wittenberg a través del Programa del Servicio Alemán de Intercambio Académico conocido como German Academic Exchange Service o DAAD por sus siglas en alemán (Deutscher Akademischer Austauschdienst) y del DAAD-STIBET y ESCALATE-UFZ del centro para investigación ambiental (Zentrum für Umweltforschung), presentando el trabajo de tesis con título “Investigando el impacto del uso de la tierra agrícola en la diversidad genética de abejas silvestres y su servicio de polinización en Mesoamérica” abarcando diferentes temas de estudio entre los que se incluyen: el estudio de la ecología de la polinización estudiando el efecto del paisaje en abejas silvestres inmersas en un agroecosistema de milpa, la genética del paisaje con el estudio del efecto del paisaje en la estructura y diversidad genética de dos abejas silvestres de importancia ecológica y económica; Partamona bilineata y Bombus ephippiatus, taxonomía y sistemática de Lasioglossum (Dialictus) species. Desde 2017 trabaja como investigadora asociada en proyectos de investigación conjuntos entre la Universidad de San Carlos de Guatemala y la Universidad Martín Lutero de Halle-Wittenberg en Alemania en temas como el efecto del paisaje en las comunidades de abejas silvestres y sus redes de interacción en café. En el 2022 ganó una subvención por parte de Schlumberger-Faculty for the future, para investigar la ecología de virus de abejas melíferas en abejas silvestres en Mesoamérica. 
En los últimos años se ha enfocado en comprender los efectos de la fragmentación del hábitat y el uso de la tierra en diferentes niveles de biodiversidad en las poblaciones de abejas nativas en Mesoamérica y Alemania. Hasta ahora ha reportado que las prácticas tradicionales maya a pequeña escala milpa pueden mejorar la producción de frutos y favorecer selectivamente a las abejas que anidan en el suelo.  Además, junto al grupo de investigación de abejas de la Unidad para el Conocimiento, Uso y Valoración de la Biodiversidad, Centro de Estudios Conservacionistas–CECON‑, Facultad de Ciencias Químicas y Farmacia,
Universidad de San Carlos de Guatemalatambién han observado que las redes de interacción en áreas netropicales pueden presentar cambios entre estaciones seca y húmeda probablemente debido a partición del nicho como resultado de la competencia por recursos escasos en la estación seca.  En la actualidad se encuentra colaborando en un proyecto con la misma unidad y el CTTA programa Moscamed investigando "Moscas parasitarias de abejas (Apis mellifera L.) en la región cafetalera noroccidente y suroccidente de Guatemala: Métodos de detección, evaluación morfológica, genética y control"

## Divulgación científica
- Entrevista para el DAAD. Experiencia del proceso de la selección de la beca. Estudiar en Alemania –Guia-. 2012. Pag. 19[11]
- Landaverde-Gonzalez, P. Murray, Tomás. Paxton, Robert. (2013). Biodiversity loss in Central America: what is the impact of habitat fragmentation on bees? Partamona bilineata in the cloud forests of Guatemala. Heredity fieldwork grant report. Genetic Society Newsletter. 69:43-44. https://genetics.org.uk/wp-content/uploads/2017/09/Issue-69.pdf
- Platica “De especies a genes: Impacto del paisaje en la biodiversidad de abejas y sus servicios de polinización en Mesoamérica” en el Centro de Estudios Conservacionistas, Universidad de San Carlos. Abril 2018.
- Landaverde, P. (2018) The 2017 Congress of the European Society for Evolutionary Biology (ESEB). Genetic Society Newsletter. Travel grants for junior scientists. Genetic Society Newsletter.78:27. https://genetics.org.uk/wp-content/uploads/2018/03/Issue-78-lr.pdf
- Community of pollinators and pollination of Habanero Chili in the MILPA system in Mexico - https://www.youtube.com/watch?v=L3px5epFeSQ

## Asociaciones científicas
- 2023: Editora invitada de Frontiers in sustainable food systems para el Issue especial "The Forgotten Pollinators: The Importance and Conservation of Wild Pollinators."
- 2021: Editora asociada Journal of Applied Ecology, sociedad de ecología británica (BES-British Ecological Society)
- 2012: Miembro de la sociedad genética.
- 2009: Unidad de conocimiento, uso y valoración de la Biodiversidad. Centro de Estudios Conservacionistas. –CECON- Universidad de San Carlos de Guatemala
- 2007: REGENEC.  REd de la GEnética de la Conservación.
- 2001: Laboratorio de Entomología Aplicada y Parasitología

## Publicaciones científicas
For the latest publications, please consult Researchgate https://www.researchgate.net/profile/Patricia-Landaverde
1. Escobar, D.D, Landaverde-Gonzalez, P., Casiá Ajché, Q.B., Morales, X., Cardona, E., Mejía, A., Enríquez, E. 2024. Austral Entomol 63(1):83-95. Fruit production in coffee (Coffea arabica L.) crops is enhanced by the behaviour of wild bees (Hymenoptera: Apidae)..
2. Calderón, Ana Patricia., Landaverde-González, Patricia., Wultsch, Claudia., Foster, Rebecca., Harmsen, Bart., Figueroa, Omar., García-Anleu, Rony., Castañeda, Franklin., Amato, George., Grimm, Volker., Kramer-Schadt, Stephanie., Zeller, Katherine A. 2024.  Landscape ecology. 39, 12.Modelling jaguar gene flow in fragmented landscapes offers insights into functional population connectivity..
3. Solís-Montero, L., Landaverde-González P., Zamora-Gutierrez V., Xuequin H. 2023. Front. Sustain. Food syst. 7:1323557. The Forgotten Pollinators: The Importance and Conservation of Wild Pollinators..
4. Ludewig, M.J.; Götz, K.-P.; Romero-Oliva, C.S.; Landaverde, P.; Chmielewski, F.M. (2023)  Physiologia, 3, 272–280. physiologia3020019 Response of Superoxide Dismutase (SOD) to Homogeneous and Heterogeneous Food Sources in Bumblebees (Bombus terrestris) and Honeybees (Apis mellifera)..
5. Ludewig, MJ., Landaverde-González, P., Götz, KP., Chmielewski. F.M. 2023.  Journal of insect conservation. 27: 1013-1022. Initial assessment to understand the effect of air temperature on bees as floral visitors in urban orchards..
6. Landaverde-González, P., Gardner, J., Moo-Valle, H., Quezada-Euán, J.J.G., Ayala, R., Husemann, M. (2022)  European Journal of taxonomy. 862: 1-65. Seven new species of Lasioglossum (Dialictus) Robertson, 1902 (Hymenoptera: Halictidae: Halictini) from the Yucatán Peninsula, México..
7. Escobedo-Kenefic, N., Casiá-Ajché, Q.B., Cardona, E., Escobar, D.D., Mejía, A., Enríquez, E.,  Landaverde, P. (2022). Frontier in Sustainable Food Systems. 6:974215. Landscape or local? Distinct responses of flower-visitor diversity and interaction networks to different land use scales in agricultural tropical highlands..
8. Ollerton, J., Trunschke, J., Havens, K., Landaverde-González, P. et al., (2022). Journal of Pollination Ecology, 31, 87–96. Pollinator-flower interactions in gardens during the COVID-19 pandemic lockdown of 2020..
9. Landaverde Gonzalez, P., Osgood, J., Montenegro Quiñonez, CA., Monzon, V., Rodas, AG., Monroy, C. (2022)  52(1):13-21 The effect of landscape and human settlements on the genetic differentiation and presence of Paragonimus species in Mesoamerica. International Journal of parasitology..
10. Ostermann J., Landaverde P., Avrech O., Bevk D., Cole LJ., Eeraerts M., Garratt M., Gee M., Koltowski Z., Langowska A., Mandelik Y., Miñarro M., Paxton RJ., Trujillo-Elisea FI, Howlett BG. (2021).  Global ecology and conservation. 32: e01949. On-farm experiences shape farmer knowledge, perceptions of pollinators, and management practices..
11. Landaverde González, P., Enríquez, E., Núñez-Farfán, J.  (2021)  Arthropod-Plant Interactions. 15(6), 917-928. The effect of landscape on Cucurbita pepo-pollinator interaction networks varies depending on plants’ genetic diversity..
12. Theodorou, P., Herbst, S., Kahnt, B., Landaverde-González, P., Baltz, L., Osterman, J., Paxton, R. (2020).  Scientific reports. 10:21756.Urban fragmentation leads to lower floral diversity, with knock-on impacts on bee biodiversity..
13. Escobedo-Kenefic, Natalia; Landaverde-González, Patricia; Theodorou, Panagiotis; Cardona, Edson; Dardón, María José; Martínez, Oscar; Domínguez, César A. (1 de noviembre de 2020). «Disentangling the effects of local resources, landscape heterogeneity and climatic seasonality on bee diversity and plant-pollinator networks in tropical highlands». Oecologia (en inglés) 194 (3): 333-344. ISSN 1432-1939. doi:10.1007/s00442-020-04715-8. Consultado el 14 de marzo de 2021.
14. Dardon, Maria Jose, Landaverde-Gonzalez, Patricia, Yurrita, Carmen. Vasquez, Mabel. Ayala, Ricardo. 2018. Rediscovering the diversity of Guatemalan bumblebees (Hymenoptera: Apoidea: Bombus Latreille 1802). International Journal of Scientific Research in Biological Sciences. 7(2):1-14
15. Landaverde-González, Patricia; Menes, Marianela; Melgar, Sergio; Bustamante, Dulce; Monroy, Carlota (2020-04). «Common pattern of distribution for Mesoamerican Triatoma dimidiata suggest geological and ecological association». Acta Tropica (en inglés) 204: 105329. doi:10.1016/j.actatropica.2020.105329. Consultado el 14 de marzo de 2021.
16. Landaverde-González, Patricia; Baltz, Lucie M.; Escobedo-Kenefic, Natalia; Mérida, Jorge; Paxton, Robert J.; Husemann, Martin (2018-11). «Recent low levels of differentiation in the native Bombus ephippiatus (Hymenoptera: Apidae) along two Neotropical mountain-ranges in Guatemala». Biodiversity and Conservation (en inglés) 27 (13): 3513-3531. ISSN 0960-3115. doi:10.1007/s10531-018-1612-0. Consultado el 14 de marzo de 2021.
17. Enríquez, E.; Landaverde-González, P.; Lima-Cordón, R.; Solórzano-Ortíz, E.; Tapia-López, R.; Nuñez-Farfán, J. (2018-03). «Population genetics of traditional landraces of Cucurbita pepo L., 1753 in the cloud forest in Baja Verapaz, Guatemala». Genetic Resources and Crop Evolution (en inglés) 65 (3): 979-991. ISSN 0925-9864. doi:10.1007/s10722-017-0589-y. Consultado el 14 de marzo de 2021.
18. Ziv, Guy; Hassall, Christopher; Bartkowski, Bartosz; Cord, Anna F.; Kaim, Andrea; Kalamandeen, Michelle; Landaverde-González, Patricia; Melo, Joana L.B. et al. (2018-04). «A bird’s eye view over ecosystem services in Natura 2000 sites across Europe». Ecosystem Services (en inglés) 30: 287-298. doi:10.1016/j.ecoser.2017.08.011. Consultado el 14 de marzo de 2021.
19. Landaverde-González, Patricia; Quezada-Euán, José Javier G.; Theodorou, Panagiotis; Murray, Tomás E.; Husemann, Martin; Ayala, Ricardo; Moo-Valle, Humberto; Vandame, Rémy et al. (2017-12). «Sweat bees on hot chillies: provision of pollination services by native bees in traditional slash-and-burn agriculture in the Yucatán Peninsula of tropical Mexico».  En Diekötter, Tim, ed. Journal of Applied Ecology (en inglés) 54 (6): 1814-1824. PMID 29200497. doi:10.1111/1365-2664.12860. Consultado el 14 de marzo de 2021. «(pmc=PMC5697652)».
20. Landaverde-González, P., Moo-Valle, J.H., Murray, T.E., Paxton, R.J., Quezada-Euán, J.J.G., Husemann, M. 2017 Cryptic sympatric lineage divergence in Neotropical sweat bees (Hymenoptera: Halictidae: Lasioglossum (Dialictus). Organism diversity and evolution. 17(1):251-265.
21. Landaverde-González, P., Enríquez, E., Ariza, M.A., Murray, T., Paxton, R.J., Husemann, M. 2017. Fragmentation in the clouds? The population genetics of the native bee Partamona bilineata (Hymenoptera: Apidae: Meliponini) in the cloud forests of Guatemala. Conservation Genetics. 18:631–643.
22. Landaverde, P., Escobedo, N., Calderón, C., Enríquez, E., and Monroy, C. 2012. The incidence of three honey bee viruses in collapsing colonies in Guatemala. Journal of Apicultural Research. Vol. 51 (1) pp. 133 - 135
23. Melgar, S., Chávez, J.J., Landaverde, P., Herrera, F., Rodas, A., Enríquez, E., Dorn, P., Monroy C. 2007. The number of families of Triatoma dimidiata in a Guatemalan house. Memorias do instituto Oswaldo Cruz. 102(2): 221-223.
24. Melgar, S., Landaverde, P., Dardón, MJ., Chanquín, S. 2004. Selección de virulencia y caracterización genética de cepas guatemaltecas de Beauveria bassiana y Metarhizium anisopliae, para el control del insecto transmisor de la enfermedad de Chagas, Triatoma dimidiata. DIGI–USAC, Editorial Limusa, 78-82.
25. Monroy, MC., Chávez, JJ., Morales-Betoulle, ME., Landaverde, P., Rodas, A., Enríquez, E., Bor, S., Melgar, S. 2002. Relaciones parentales de Triatoma dimidiata en una vivienda de El Cuje, Pueblo Nuevo Viñas, Santa Rosa. Revista Científica de la Facultad de Ciencias Químicas y Farmacia 15(2):2

## Otras publicaciones
- Landaverde, P., Enríquez, E., Vásquez, M., y Escobedo, N. (2010). Native bees of Guatemala and its importance in the pollination of wild and cultivated plants. Final Technical and Financial Report of the Project for the Inter-American Biodiversity Information Network (IABIN-OEA). Center for Conservationist Studies -CECON. San Carlos University of Guatemala.
- Dardón ,MJ, Yurrita, CL., Landaverde, P. Escobedo, N. 2014. Evaluación e implementación en Guatemala del Código de Barras de la Vida para resolver conflictos taxonómicos en abejorros (Bombus). Consejo Nacional de Ciencia y Tecnología. Universidad de San Carlos de Guatemala. 102 pp.
- Landaverde, P, Calderón, P, Solorzano, E y Ariza, M. 2012. Efecto de la fragmentación sobre el flujo génico de Artibeus jamaicensis en el Biotopo San Miguel La Palotada, El Zotz y su Zona de amortiguamiento, Petén. Proyecto DIGI. Universidad de San Carlos de Guatemala. 85pp.
- Landaverde , P., Enríquez, E., Vasquez , M., & Escobedo , N. (2010). Informe final técnico y financiero de proyecto: Abejas nativas de Guatemala y su importancia en la polinización de plantas silvestres y cultivadas. Guatemala : USAC-CECÓN
- Landaverde, P. 2009. Sistemática de Triatoma dimidiata (Hemiptera: Reduviidae) en Mesoamérica por medio de ITS2 (rDNA) y ND4 (mtDNA) pp. 84, Tesis de maestría del Instituto de Ecología. Universidad Nacional Autónoma de México -UNAM-, México.
- Landaverde, P. 2009. Detección de virus de abejas en abejas melíferas en el suroccidente de Guatemala por medio de RT-PCR. AGROCYT, pp. 54, Lenap, Escuela de Biología. Universidad de San Carlos de Guatemala. Fondo Competitivo de Desarrollo Tecnológico Agroalimentario -AGROCYT-, Secretaria nacional de Ciencia y Tecnología -SENACYT- Guatemala.